# 洛奈 (厄尔省)
洛奈（法語：Launay，法語發音：[lonɛ]）是法国厄尔省的一个市镇，属于贝尔奈区。

## 地理
洛奈（49°6'9"N, 0°44'32"E）面积2.26 平方千米，位于法国诺曼底大区厄尔省，该省份为法国北部内陆省份，北起滨海塞纳省，西接奧恩省和卡爾瓦多斯省，南至厄尔-卢瓦省，东临瓦兹省、瓦兹河谷省和伊夫林省。
与洛奈接壤的市镇（或旧市镇、城区）包括：博蒙泰勒、博蒙勒罗歇、里勒河畔纳桑德尔、古皮勒奥通。
洛奈的时区为UTC+01:00、UTC+02:00（夏令时）。

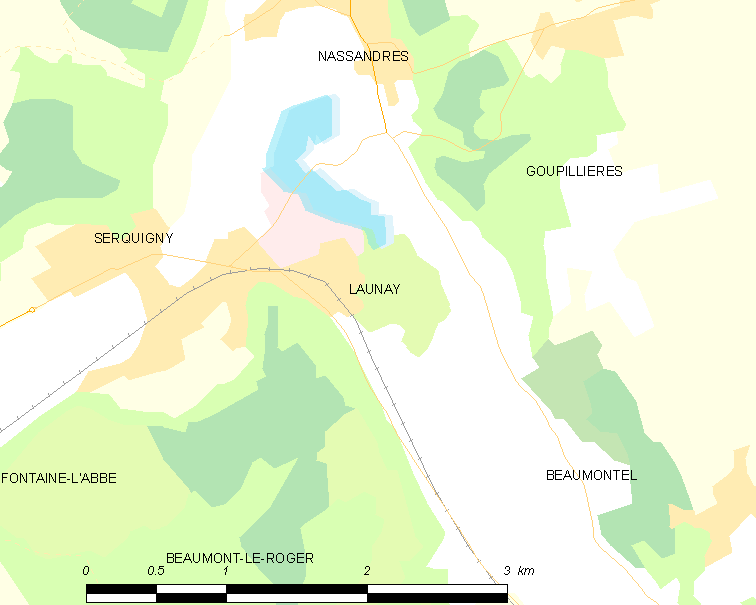
洛奈的OSM定位图

## 行政
洛奈的邮政编码为27470，INSEE市镇编码为27364。

## 政治
洛奈所属的省级选区为布里奥讷县。

## 人口

1962-2008年间洛奈人口变化图示

洛奈于2022年1月1日时的人口数量为180人。